# Promieniowanie rentgenowskie

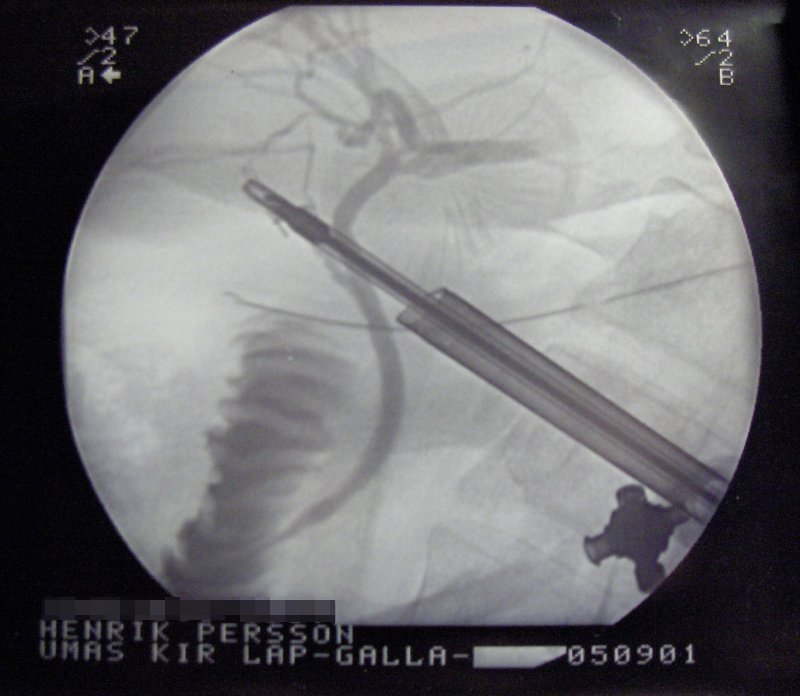
Śródoperacyjny cholangiogram uwidaczniający drogi żółciowe w trakcie laparoskopowej cholecystektomii

Promieniowanie rentgenowskie (promieniowanie rtg, promieniowanie X, promienie X, promieniowanie Roentgena) – rodzaj promieniowania elektromagnetycznego jonizującego, które jest generowane podczas wyhamowywania elektronów. Długość fali mieści się w zakresie od ok. 10 pm do 10 nm. W widmie fal elektromagnetycznych promieniowanie rentgenowskie znajduje się za nadfioletem, pokrywając się z zakresem promieniowania gamma.

## Zakresy promieniowania rentgenowskiego
- twarde promieniowanie rentgenowskie – długość fali od 5 do 100 pm;
- miękkie promieniowanie rentgenowskie – długość fali od 0,1 do 10 nm.

Jako kryterium klasyfikujące przyjmuje się źródło promieniowania: promieniowanie rentgenowskie powstaje podczas hamowania swobodnych elektronów, a promieniowanie gamma – w wyniku rozpadu promieniotwórczego jąder pierwiastków.

## Źródła promieniowania
Promieniowanie rentgenowskie uzyskuje się w praktyce (np. w lampie rentgenowskiej) poprzez wyhamowywanie rozpędzonych elektronów na materiale o dużej (powyżej 20) liczbie atomowej (promieniowanie hamowania), efektem czego jest powstanie promieniowania o charakterystyce ciągłej, na której widoczne są również piki pochodzące od promieniowania charakterystycznego anody (rozpędzone elektrony wybijają elektrony z atomów anody). Luki po wybitych elektronach na dolnych powłokach elektronowych pozostają puste do czasu, aż zapełnią je elektrony z wyższej powłoki. Elektron przechodząc z wyższego stanu emituje kwant promieniowania rentgenowskiego – następuje emisja charakterystycznego promieniowania X. Promieniowanie X powstaje także w wyniku wychwytu elektronu, tj. gdy jądro przechwytuje elektron znajdujący się na powłoce K, w wyniku czego powstaje wolne miejsce, na które spadają elektrony z wyższych powłok i następuje emisja kwantu X. Przykładem źródła promieniowania X działającego w oparciu o wychwyt elektronu jest 55Fe, emitujące 80% kwantów o energii ok. 5,9 keV (linia Kα) oraz 20% o energii 6,2 keV (linia Kβ).
Obecnie są budowane także efektywniejsze źródła promieniowania X: promieniowanie wytwarzane jest przez elektrony poruszające się po okręgu w synchrotronach, stąd promieniowanie to nazywa się promieniowaniem synchrotronowym. Pierwsze źródła promieniowania synchrotronowego należące do tzw. I i II generacji były stosunkowo mało wydajne. Dopiero źródła promieniowania synchrotronowego nowszej konstrukcji, należące do III generacji, pozwoliły na osiąganie większych natężeń promieniowania, a przede wszystkim umożliwiły w miarę ciągłą bezawaryjną pracę. Synchrotrony III generacji zaopatrywano też z reguły w tzw. „urządzenia wstawkowe” (ang. insertion devices) – wigglery i undulatory. W urządzeniach tych elektrony poruszają się w periodycznym polu magnetycznym po trajektorii zbliżonej do sinusoidy, dzięki czemu natężenie emitowanego promieniowania znacznie się zwiększa (nawet o kilka rzędów wielkości) w stosunku do natężenia promieniowania wytwarzanego w polu magnesów zakrzywiających synchrotronu bez urządzeń wstawkowych. Przykładem źródeł synchrotronowych mogą być: BESSY II (Berlin), DORIS III (II generacji, Hasylab, Hamburg), ESRF (III generacji, Grenoble). Obecnie działają już źródła kolejnej, IV. generacji promieniowania synchrotronowego, lasery rentgenowskie (lasery na elektronach swobodnych, FEL – ang. Free Electron Laser). Najsilniejszy z nich, laser FLASH w DESY (Hamburg) wytwarza impulsy monochromatycznego promieniowania w zakresie XUV-SX (skrajnego ultrafioletu próżniowego do miękkiego promieniowania rentgenowskiego), o czasie trwania około 25 femtosekund i mocy szczytowej w impulsie dochodzącej do 1 GW. Lasery FEL są przestrajalne, a emitowane przez nie promieniowanie jest spójne i spolaryzowane liniowo. Szczytowe natężenie w impulsie osiągać może wartości ponad 9 rzędów wielkości większe niż otrzymywane z najpotężniejszych synchrotronów III generacji. W lutym 2007 w tym samym ośrodku w Hamburgu rozpoczęto budowę europejskiego lasera X-FEL działającego w rentgenowskim zakresie długości fali 0,05–6 nm. Osiągnięcie pełnej operacyjnej zdolności działania planuje się na rok 2015.
W 2008 r. w czasopiśmie Nature ukazała się publikacja informująca, że źródłem nanosekundowych błysków promieniowania rentgenowskiego jest rozwijana w próżni standardowa taśma klejąca. Promieniowanie z taśmy jest wystarczająco silne do wykonania zdjęcia rentgenowskiego.
Firma Amptek wprowadziła na rynek miniaturowe urządzenie wytwarzające promieniowanie rentgenowskie pod nazwą Cool-X. Jest ono wielkości dużego tranzystora. Do zasilania wystarcza źródło prądu stałego w postaci baterii 9 V. Emituje przerywany strumień promieniowania X z kilkuminutowym okresem. Promieniowanie wytwarzane jest w oparciu o kryształ piroelektryczny. Zakres energii klasyfikuje go jako miękkie (75% promieniowania ma energię <10 keV). Przy bezpośrednim kontakcie ze źródłem dawka ekspozycyjna jest rzędu 5 R/h.

## Zastosowanie
Promieniowanie rentgenowskie wykorzystywane jest w celu obrazowania wewnętrznej struktury obiektów. Jedną z metod opracowaną przez zespół z University College London jest badanie odchylenia kierunku ruchu promieniowania w wyniku przejścia przez badany obiekt z zastosowaniem kontrastu fazowego.

### Promieniowanie i medycyna

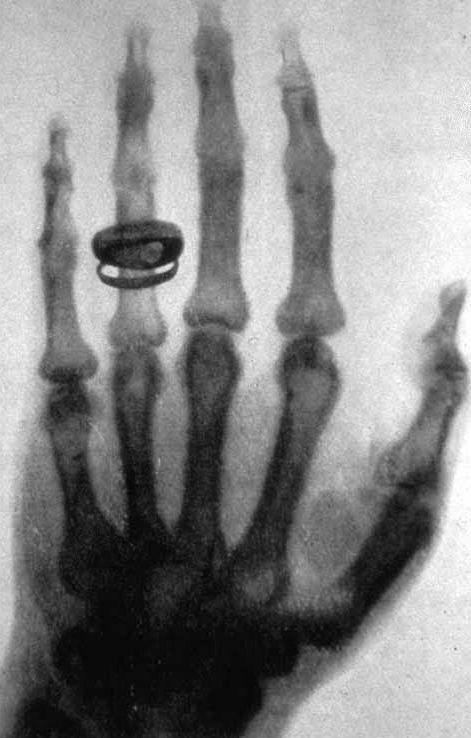
Zdjęcie rentgenowskie dłoni Alberta von Köllikera wykonane przez Röntgena w Physikalisches Institut Uniwersytetu w Würzburgu 23 stycznia 1896 r.

Promieniowanie rentgenowskie jest wykorzystywane do uzyskiwania zdjęć rentgenowskich, które pozwalają m.in. na diagnostykę złamań kości i chorób płuc oraz do rentgenowskiej tomografii komputerowej. Wysokoenergetyczne promieniowanie rentgenowskie (rzędu MeV) stosowane jest jako wygodna alternatywa napromieniowania za pomocą radioizotopów (brak konieczności okresowej wymiany materiału promieniotwórczego) w radioterapii niektórych nowotworów. Promieniowanie takie generowane jest zwykle w wyniku bombardowania tarczy wolframowej (lub z dużym udziałem tego metalu) strumieniem elektronów pochodzących z akceleratorów liniowych. Do naświetleń powierzchownych nowotworów wykorzystuje się także niżej energetyczne promieniowanie rentgenowskie z zakresu 80–250 KeV.
Dawki skuteczne będące rezultatem naświetleń diagnostycznych mieszczą się w przedziale od 0,1 (zdjęcie klatki piersiowej) do 5,6 mSv podczas badań żołądka i przewodu pokarmowego (dla porównania, naturalne tło promieniotwórcze w Polsce powoduje przyjęcie 2–3 mSv rocznie). Dawki terapeutyczne są tysiące razy silniejsze. Przyjęcie dużej dawki promieniowania może powodować oparzenia i chorobę popromienną.

## Historia
Do najważniejszych badaczy promieni rentgenowskich należeli William Crookes, Johann Wilhelm Hittorf, Eugen Goldstein, Heinrich Hertz, Philipp Lenard, Hermann von Helmholtz, Thomas Edison, Nikola Tesla, Charles Barkla, oraz Wilhelm Röntgen. Pionierem był Iwan Puluj, który jako pierwszy zastosował promienie X w obrazowaniu medycznym.
Jedne z najwcześniejszych badań zostały przeprowadzone przez Williama Crookesa oraz Johanna Wilhelma Hittorfa. Obserwowali oni powstające w lampie próżniowej promieniowanie, które pochodziło z ujemnej elektrody. Promienie te powodowały świecenie szkła w lampie. W 1876 roku Eugen Goldstein nazwał je promieniowaniem katodowym. Nie było to jednak promieniowanie rentgenowskie, tylko strumień elektronów o dużej energii. Następnie angielski fizyk William Crookes badał efekty wyładowań elektrycznych w gazach szlachetnych. Stwierdził on, że jeżeli umieści w pobliżu lampy kliszę fotograficzną, to ulega ona naświetleniu i pojawiają się na niej cienie przedmiotów, które przesłaniały lampę. Efekt ten nie wzbudził jego zainteresowania. Głównym źródłem wspomnianego efektu było promieniowanie nazwane później „X”, powstające w wyniku gwałtownego wyhamowania elektronów – promieni katodowych.
W roku 1892 niemiecki fizyk Heinrich Hertz rozpoczął eksperymenty, nad przenikaniem promieni katodowych przez cienkie warstwy metalu, np. aluminium, a jego student Philipp Lenard kontynuował te badania. Uczeń Hertza opracował wersje lampy katodowej i analizował przenikanie promieni przez różne materiały.
Niezależnie od nich w kwietniu 1887 roku Nikola Tesla rozpoczął badania nad tym samym zagadnieniem. Eksperymentował z wysokimi napięciami i lampami próżniowymi. Opublikował on wiele technicznych prac nad udoskonalonymi lampami z jedną elektrodą. W 1897 roku wygłosił na ten temat odczyt przed New York Academy of Sciences. Nikola Tesla potrafił wytworzyć na tyle silne promieniowanie katodowe, że udało mu się zaobserwować jego negatywny wpływ na istoty żywe. W 1892 roku zdał sobie sprawę, że promienie katodowe mogą służyć do obserwacji wnętrza ciała człowieka i wykonał szereg fotografii. Gdy Wilhelm Röntgen ogłosił o swoim odkryciu, Tesla przesłał mu wykonane przez siebie fotografie.
Hermann von Helmholtz sformułował równania opisujące promieniowanie katodowe, z których wynikała możliwość ich dyspersji.
8 listopada 1895 roku niemiecki naukowiec Wilhelm Röntgen rozpoczął obserwacje promieni katodowych podczas eksperymentów z lampami próżniowymi. 28 grudnia 1895 roku opublikował on wyniki swoich badań w czasopiśmie Würzburgskiego Towarzystwa Fizyczno-Medycznego. Było to pierwsze publiczne ogłoszenie istnienia promieni rentgenowskich, dla których Röntgen zaproponował nazwę promienie X, obowiązującą do chwili obecnej w większości krajów (m.in. w krajach anglosaskich). Potem wielu naukowców zaczęło je określać jako promienie rentgena (nazwa obowiązująca m.in. w Polsce i w Niemczech). Za to odkrycie Röntgen otrzymał pierwszą nagrodę Nobla w dziedzinie fizyki w 1901 roku.

### W Polsce
W 1896 roku w Warszawie polski fotograf, chemik oraz wynalazca Piotr Lebiedziński niemal równocześnie z dr. Edmundem Biernackim wykonywał pierwsze na terenie Polski zdjęcia przy pomocy promieni Roentgena. W Krakowie tego samego roku Karol Olszewski wraz z profesorem Alfredem Obalińskim w Katedrze Fizyki Uniwersytetu Jagiellońskiego wykonali również pierwsze zdjęcia rentgenowskie, które eksponowane są obecnie w zbiorach Muzeum Uniwersytetu Jagiellońskiego z siedzibą w Collegium Maius.